# Фольга
Фольга́ (лат. folium — «лист») — металлическая «бумага», тонкий (толщиной до 0,2 мм) и гибкий лист из алюминия, олова, меди, серебра, золота и других металлов и сплавов. Как правило, малая толщина достигается путем проката цветных металлов. В том числе многослойного, когда металлическая лента складывается в несколько слоев.
- Железный или стальной лист толщиной 0,10—0,36 мм называется жесть, а наименование «фольга» к изделиям из железа и его сплавов обычно не применяется.
- Для тонкой фольги из олова и оловянных сплавов используют термин станиоль.
- Очень тонкая золотая фольга называется сусальным золотом.[6]

## История
В античности фольгу из металла нередко применяли для покрытия изделий из керамики, дерева, мраморных и металлических поверхностей, с целью увеличения срока службы. В качестве связующего компонента для золотой и серебряной фольги применяли мел, гипс, яичный белок.

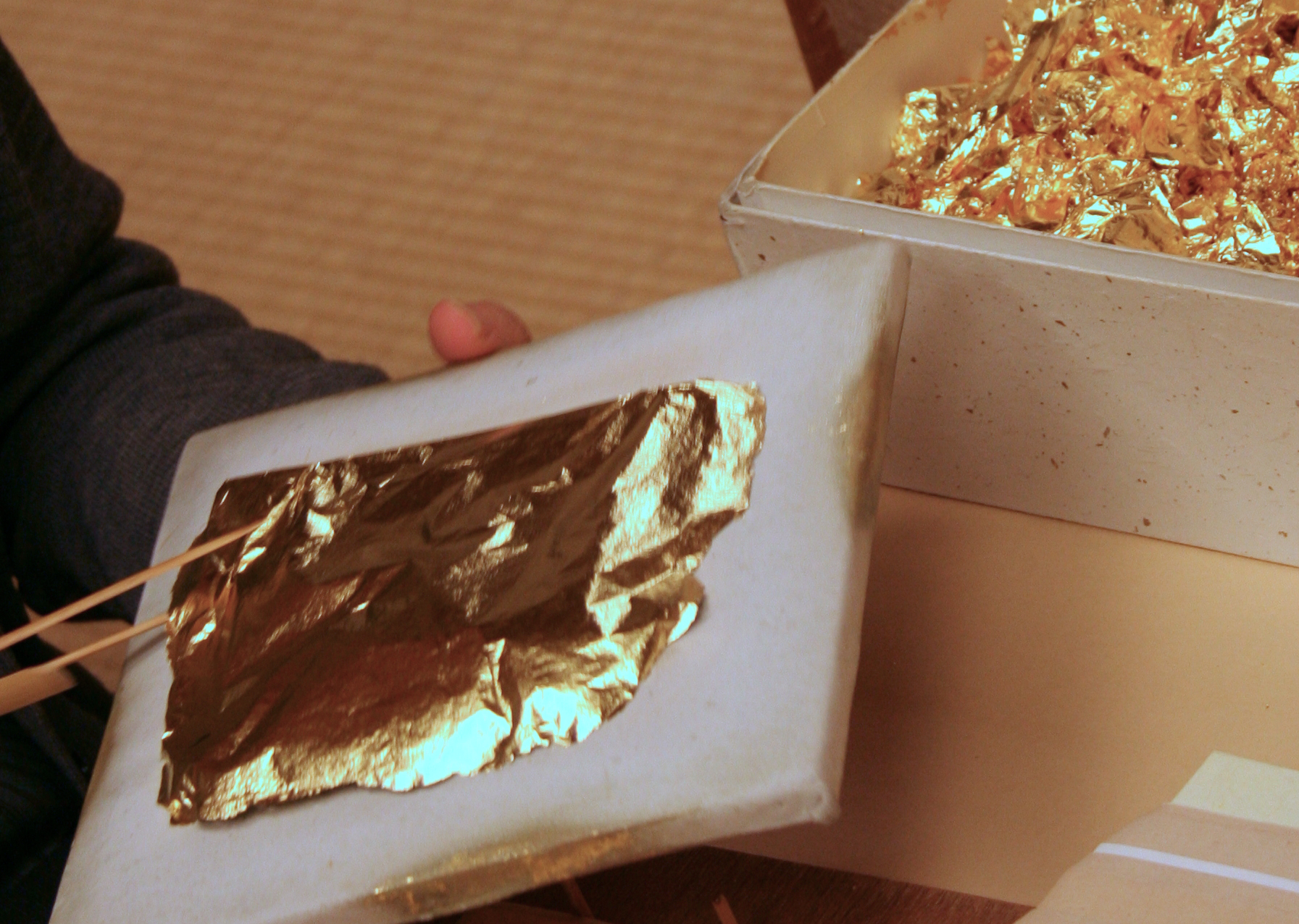
Золотая фольга

В Японии большая часть добываемого золота шла на изготовление золотой фольги путём выбивания и растяжения кусочков золота, превращая их в тончайшие листы, толщина которых может составлять 0,00001 мм.

## Применение фольги
- Фольга часто используется в электротехнике.
- Алюминиевая фольга и стальная фольга используется в фармацевтической (блистеры) и пищевой промышленности для упаковки.
- В строительстве фольга используется для тепло- и пароизоляции.
- В полиграфии фольга используется для тиснения.